# Mistrzostwa Polski w Badmintonie 1978
14. Mistrzostwa Polski w badmintonie odbyły się w dniach 8-9 kwietnia 1978 roku w Głubczycach

## Klasyfikacja medalowa
| Konkurencja:            | Złoto:                                                                          | Srebro:                                                                | Brąz: |
| gra pojedyncza kobiet   | Elżbieta Utecht (Unia Głubczyce)                                                | Anna Zyśk (Start Gdynia)                                               | Maria Bahryj (Unia Głubczyce) Ewa Rusznica (Unia Głubczyce)                                                                                    |
| gra pojedyncza mężczyzn | Zygmunt Skrzypczyński (AZS AWF Wrocław)                                         | Brunon Rduch (Unia Bieruń Stary)                                       | Sławomir Włoszczyński (AZS AWF Wrocław) Wiesław Świątczak (Vigoprim Łódź)                                                                      |
| gra podwójna kobiet     | Elżbieta Utecht (Unia Głubczyce) Bożena Wojtkowska (Unia Głubczyce)             | Maria Bahryj (Unia Głubczyce) Ewa Rusznica (Unia Głubczyce)            | Ewa Zdrojewska (Start Gdynia) Anna Zyśk (Start Gdynia) Ewa Krawczyk (AZS AWF Wrocław) Bożena Wiczyńska (AZS AWF Wrocław)                       |
| gra podwójna mężczyzn   | Zygmunt Skrzypczyński (AZS AWF Wrocław) Sławomir Włoszczyński (AZS AWF Wrocław) | Brunon Rduch (Unia Bieruń Stary) Norbert Węgrzyn (Unia Bieruń Stary)   | Janusz Labisko (Bolesław Bukowno) Lesław Markowicz (Stal FSO Warszawa) Krzysztof Kruk (Stal FSO Warszawa) Ryszard Werbliński (AZS AWF Wrocław) |
| gra mieszana            | Janusz Labisko (Bolesław Bukowno) Anna Zyśk (Start Gdynia)                      | Ryszard Bernardyn (AZS AWF Wrocław) Bożena Wojtkowska (Unia Głubczyce) | Ryszard Borek (Unia Głubczyce) Elżbieta Utecht (Unia Głubczyce) Joachim Krawczyk (AZS AWF Wrocław) Helena Radaczyńska (AZS AWF Wrocław)        |